# Tome Horigome
Tome Horigome (en japonais : 堀籠とめ), née le 22 janvier 1857, décédée le 14 novembre 1968, est une supercentenaire japonaise reconnue comme doyenne de l'humanité du 21 octobre 1968 jusqu'à sa mort, et dont l'âge est validé par le Groupe de recherche en gérontologie (GRG),

## Biographie
Tome est née dans une ferme de Furukawa, dans la préfecture de Miyagi, au Japon, le 22 janvier 1857. En 1875, à l'âge de 18 ans, elle fut adoptée par la famille Horigome. L'année suivante, à 19 ans, elle se maria. Elle donna naissance à son plus jeune enfant en 1898. Bien qu'elle ait donné naissance à quatre enfants, tous trois moururent en bas âge. Seul le plus jeune survécut. À 100 ans, elle avait encore une bonne vue et une bonne ouïe. Elle pouvait ranger la maison avant le petit-déjeuner et s'occuper de son arrière-petit-fils.
Tome Horigome est décédée à Nakaniida (aujourd'hui Kami), dans la préfecture de Miyagi, au Japon, le 14 novembre 1968, à l'âge de 111 ans et 296 jours.

## Records de longévité
Tome Horigome a été la personne la plus âgée du monde depuis le décès de Narcissa Rickman le 21 octobre 1968 jusqu'à son propre décès le 14 novembre 1968.